# 巴特勒县 (亚拉巴马州)
巴特勒縣（英語：Butler County）是美國亞拉巴馬州南部的一個縣。面積2,015平方公里。根據美國2000年人口普查估計，共有人口21,399人。縣治格林维尔。
成立於1819年12月13日。縣名紀念代表南卡羅萊納州的聯邦眾議員威廉·巴特勒（William Butler）。